# Šaban Bajramović
Šaban Bajramović (Niš, 16. travnja 1936. – Niš, 8. lipnja 2008.) bio je romski glazbenik i glumac.
Bio je poznat kao „Kralj romske glazbe“.